# Moritz von Lavergne-Peguilhen
Moritz von Lavergne-Peguilhen (* 6. November 1801 in Białystok; † 12. Dezember 1870 in Berlin) war ein preußischer konservativer Politiker, Landrat, Landwirt und Verfasser soziologischer Schriften.

## Leben
Moritz von Lavergne-Peguilhen entstammte einer nach Preußen geflüchteten hugenottischen Familie aus dem Languedoc auf dem westlichen Rhoneufer. Sein Vater war der Kriegs- und Domänenrat und spätere (1816) Geheime Oberrechnungsrat Ernst-Friedrich von Lavergne-Peguilhen, der als Testamentsvollstrecker von Heinrich von Kleist und Henriette Adolphine Vogel bekannt geworden ist. Seine Mutter war Jeannette Dorothea Lavergne-Peguilhen, geb. Jachmann. Der Familie von Lavergne-Peguilhen wurde 1821 im Königreich Preußen Wappen und Adelsstand „erneuert“, das heißt vom Monarchen anerkannt.
Als ältester Sohn erbte Moritz das Rittergut Kunzkeim (polnisch Droszewo) bei Bischofsburg (Biskupiec), das er 1849 ebenso wie das inzwischen erworbene Gut Bansen (Bęsia) verkaufte. Später besaß er ein Gut in Falmierowo.
1841 war Peguilhen kommissarischer Landrat im Kreis Allenstein der Provinz Preußen. In dieser Zeit verfasste er seine ersten ökonomischen und soziologischen Studien. Er amtierte in derselben Provinz von 1844 bis 1848 als Landrat im Kreis Rößel und von 1849 bis 1861 als Landrat im Kreis Wirsitz. Sein jüngerer Bruder war Alexander von Lavergne-Peguilhen (1803–1867) war ebenfalls Landrat. Er hatte noch zwei Brüder: Franz und Julius, sowie eine Schwester Franziska (* 1797). Sie heiratete zunächst John Stornby und, nach dessen Tod, im Jahr 1822 Ludwig, Graf von Westarp (1791–1850).
Als Landrat bemühte sich Moritz von Lavergne-Peguilhen 1845 um die Ansiedlung hessischer Protestanten in Rothfließ, ein Projekt, das auf weitere ostpreußische Kreise ausgedehnt werden sollte. Dieser Versuch einer Evangelisierung und Germanisierung der polnischstämmigen katholischen Bevölkerung scheiterte an mangelnden landwirtschaftlichen Kenntnissen der vorwiegend zum Handwerkerstand gehörenden Kolonisten.
Lavergne-Peguilhen war von 1843 bis 1845 Mitglied des Provinziallandtages von Preußen und 1847 im Vereinigten Landtag. Er nahm jedoch kaum an den Sitzungen teil; bei fast allen Gelegenheiten wurde sein Fehlen festgestellt.
Zudem wirkte Peguilhen von 1849 bis 1858 in der Ersten Kammer des Preußischen Abgeordnetenhauses.
Peguilhen heiratete am 23. April 1844 die aus Kurland stammende Baronin Lida Wilhelmine Caroline Edle von Simolin (* 19. Januar 1814 in Angern; † 15. August 1895 in Potsdam), eine Tochter von Gustav Nicolai Otto Edler von Simolin und der Wilhelmine Dorothea, geb. von Rahden. Sie hatten zwei Kinder. Tochter Margarethe war verheiratet mit Karl Baron von Simolin, Gutsbesitzer im Kurland. Der Sohn Ernst war Hauptmann im Invalidenhaus zu Berlin sowie Vorstand der Militärpost und mit Lucie von Hohendorff liiert, sie hatten eine Tochter, die mit Paul Meise einen bürgerlichen Offizier heiratete.

## Werke
- Grundzüge der Gesellschaftswissenschaft. Band 1: Die Bewegungs- und Productionsgesetze. Ein staatswirthschaftlicher Versuch (Web-Ressource); Band 2: Die Kulturgesetze. J. H. Bon's Buchhandlung, Königsberg 1838–1841.
- Die Landgemeinde in Preußen. Bornträger, Königsberg 1841  (Web-Ressource);  (Web-Ressource).
- Darstellung der im Jahre 1845 zu Rothfließ im Kreise Rößel des Königsbergischen Regierungsbezirkes errichteten Kolonie deutscher Ackerwirthe, in: Verhandlungen des Vereins zur Beförderung der Landwirtschaft zu Königsberg, Königsberg 1846 f.
- Der Liberalismus und Herr v. Lavergne-Peguilhen, H. L. Voigt, Königsberg 1846. (books.google.de).
- Sozialpolitische Studien. Ferdinand Schneider, Berlin 1863 (Web-Ressource).
- Schleswig-Holstein. Socialpolitische Studien. Friedrich Schulze, Berlin 1866 (Web-Ressource).
- Die conservative Sociallehre. Mittelst Erörterung von Tagesfragen erläutert. Friedrich Schulze, Berlin 1868–1870. Heft 1: Die Concurrenz und die Gliederung der Staaten, (Web-Ressource); Heft 2: Die organische Staatslehre, (bsb-muenchen.de)